# Nordbøhmen
Nordbøhmen (tjekkisk: Severní Čechy , tysk: Nordböhmen) er en historisk region i den nordlige del af Tjekkiet.

## Beliggenhed
Nordbøhmen omfatter de nuværende regioner Ústí nad Labem, Karlovy Vary og Liberec.
I tysk sprogbrug henviser udtrykket Nordböhmen (Nordbøhmen) ofte til den del af Sudeterlandet, der engang hovedsageligt var befolket af tyskere i Nordbøhmen mellem Karlovy Vary i vest og Krkonoše i øst.

## Geografi og natur
Nordbøhmen er opdelt i mange landskabsområder, herunder Ertsbjergene, nationalparken Nationalpark Bøhmisk Schweiz. Mácha's Country, Lausitzer Gebirge og Ještěd Kammen, Frýdlantsko og Jizera-bjergene. Det er et populært turistmål, hvoraf meget har været utilgængeligt indtil for nylig.
Jizera- og Lausitzer-bjergene er beskyttede landskabsområder. Toppene af Jizera-bjergene når højder på omkring 1.000 meter over havets overflade, og regionens tørvemoser er blevet åbnet op, med sammenhængende uddannelses/informationsstier. Det nationale naturreservat i Jizera-bjergene (Jizerskohorské bučiny) er er del af UNESCO verdensarvsstedet Gamle oprindelige bøgeskove i Karpaterne og andre regioner i Europa, og indeholder den største bøgeskov i Tjekkiet, der dækker 27 km².
Større byer og byer i Nordbøhmen omfatter Česká Lípa, Děčín, Jablonec nad Nisou, Liberec, Litoměřice, Most og Teplice.

## Historisk administrativ enhed
I det tidligere Tjekkoslovakiets administrative system dannede Nordbøhmen ( Severočeský kraj ) en provins fra 1960 til 1990, der bestod af den nuværende Ústí nad Labem-region og dele af Liberec-regionen.